# سراجی (هنر)
سراجی هنری دستی و قدیمی در ایران است که در آن با استفاده از کار بر روی چرم، انواع کیف، کمربند، زیورآلات، زین اسب و حتی تزئینات صندوق‌های قدیمی را می‌سازند.

## حرفه
مواد اولیه مورد استفاده در این هنر، چرمِ دَبّاغی شده‌است و تولیدات آن شامل انواع وسایل چرمی به جز کفش می‌باشد.
سراجی با دباغی متفاوت است. وظیفه دباغ آماده‌سازی و پرداخت پوست حیوانات برای تبدیل آن به چرم است اما سراج وظیفه دارد که چرم را به اشکال مختلف در بیاورد و آنها را به محصول نهایی تبدیل کند.
در گذشته با توجه به شیوه زندگی مردم برای استفاده از حیوان‌هایی چون اسب، قاطر و شتر جهت حمل و نقل و جابجایی، سراجی یکی از اصلی‌ترین حرفه‌ها محسوب می‌شده زیرا عمده تولیدات سراج‌ها در گذشته، زین و افسار بوده‌است.
ابزار مورد استفاده سراج از تنوع بالایی برخوردار است و معمولاً به محصول نهایی که در هر کارگاه تولید می‌شود، بستگی دارد. با این حال ابزارهای مورد استفاده معمولاً شامل ابزارهایی چون: گزن، کُنده، تخته گیره، سوزن، دِرفش، مُشته، چکش، سنبه سوراخ‌کن، منگنه پرچ‌کن، گازانبر و میز پاکوتاه و نخ‌های چرم‌دوزی می‌شوند.

## نامگذاری
در زبان عربی به زین، سَرْج گفته می‌شود. از این رو، به زین‌ساز، سَرّاج و به کارگاه تولید زین و کار زین‌سازی، سَرّاجی می‌گویند.